# Of Time and the City
Pour plus de détails, voir Fiche technique et Distribution.
Of Time and the City est un film documentaire britannique, sorti en 2008.

## Synopsis
La ville de Liverpool dans les années 50 et 60.

## Fiche technique
- Titre français : Of Time and the City
- Réalisation : Terence Davies
- Pays d'origine : Royaume-Uni
- Format : Couleurs - 35 mm - 2,35:1 - Dolby Digital
- Genre : documentaire
- Durée : 72 minutes
- Date de sortie : 2008